# 蘇博季夫 (加利奇區)
49°11′10″N 24°34′32″E / 49.18611°N 24.57556°E
蘇博季夫（烏克蘭語：Суботів），是烏克蘭西部的村莊，隸屬伊萬諾-弗蘭科夫斯克州的伊萬諾-弗蘭科夫斯克區。該村面積0.52平方公里，2001年人口112，人口密度每平方公里216.6人。